# رنه مولر
رنه مولر (به آلمانی: René Müller) بازیکن فوتبال و دروازه‌بان اهل آلمان شرقی بود که از سال ۱۹۸۴ میلادی عضو تیم ملی فوتبال آلمان شرقی بوده‌است. وی در ۴۶ بازی ملی حضور داشته و در بازی‌های ملی‌اش گلی به ثمر نرساند. رنه مولر آخرین بازی ملی خود را در سال ۱۹۸۹ میلادی انجام داد.